# Чистовский сельсовет (Щучанский район)
Чистовский сельсовет — упразднённые административно-территориальная единица и муниципальное образование (сельское поселение) в Щучанском районе Курганской области Российской Федерации.
Административный центр — село Чистое.
9 января 2022 года сельсовет был упразднён в связи с преобразованием муниципального района в муниципальный округ.

## История
Статус и границы установлены Законом Курганской области от 3 декабря 2004 года № 898 «Об установлении границ муниципального образования Чистовского сельсовета, входящего в состав муниципального образования Щучанского района».

## Население
| 1989 | 2002  | 2004  | 2010  | 2012  | 2013 | 2014 |
| ---- | ----- | ----- | ----- | ----- | ---- | ---- |
| 1732 | ↘1390 | ↗1616 | ↘1056 | ↘1006 | ↘959 | ↘953 |
| 2015 | 2016  | 2017  | 2018  | 2019  | 2020 |      |
| ↘911 | ↘886  | ↘868  | ↘852  | ↘832  | ↘810 |      |

## Состав сельского поселения
| № | Населённый пункт | Тип населённого пункта       | Население |
| - | ---------------- | ---------------------------- | --------- |
| 1 | Курорт Озеро     | посёлок                      | ↘468      |
| 2 | Чистое           | село, административный центр | ↘447      |
| 3 | Яковлевка        | деревня                      | ↘141      |